# Långsjö gård

Långsjö gård består av två huvudbyggnader belägna vid Gårdsstigen 15 och 17 i Söderort inom Stockholms kommun. Stället har givit namn åt stadsdelen Långsjö. Gården har sina anor från 1600-talet och utgjorde då ett torp under Långbro gård. Gården är belägen längs Långsjöns norra sida. 

## Panorama

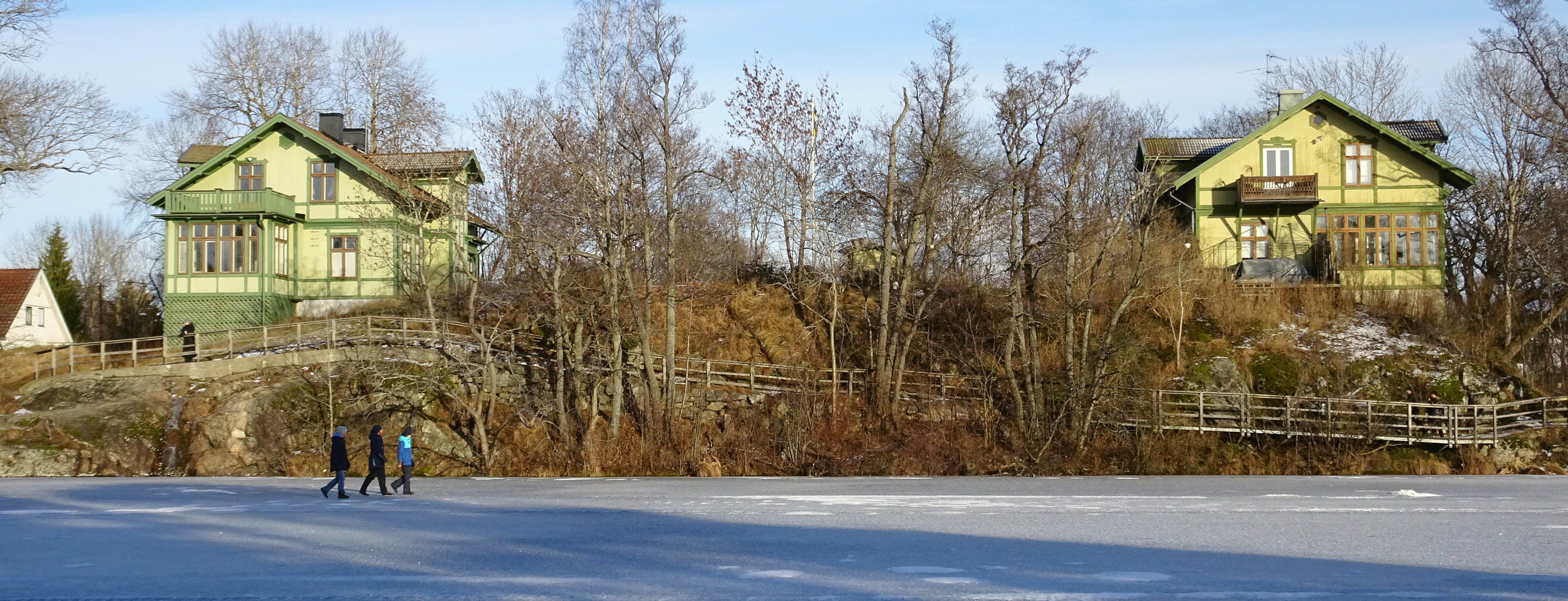
Långsjö gårds båda byggnader sedda från Långsjöns is, februari 2022.

## Historia

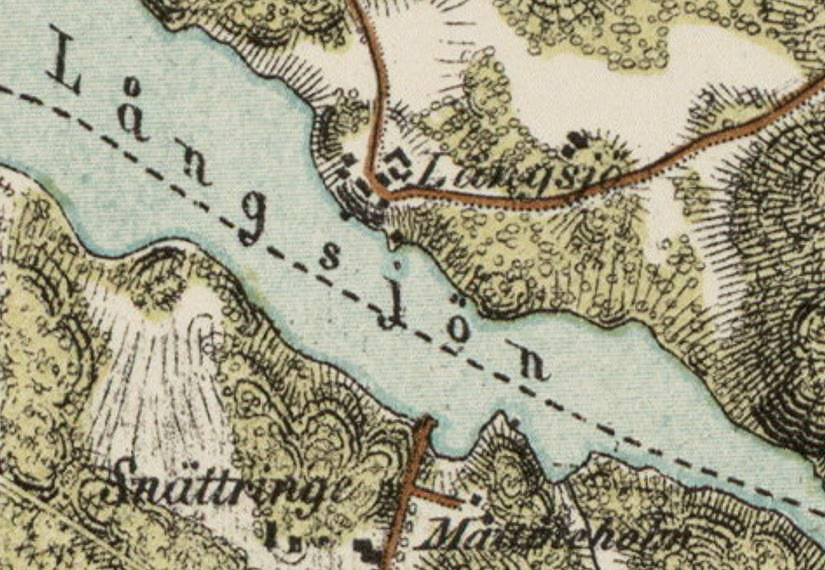
Gården på 1860-talet.

Longsiön (1627), Långsiötorpet (1687) var fram till 1772 ett torp under Långbro och har fått sitt namn efter sjön Långsjön. Efter avsöndringen från Långbro 1772 om ett ¼ mantal bytte egendomen ägare ett flertal gånger. Gårdens bebyggelse låg samlad på en kulle vid Långsjön.
Omkring år 1820 återgick egendomen till stamfastigheten för att år 1881 säljas till köpmannen Robert Ditzinger. Denne lät uppföra redan året efter två identiskt lika (spegelvända mot varann) herrgårdsliknande byggnader till sina båda söner. Stilen inspirerades av den för tiden vanliga panelarkitektur vilken präglade sommarvillor som välbärgade Stockholmare lät uppföra utanför staden. Dessa båda byggnader utgör fortfarande fastighetens nuvarande bebyggelse. 
Bröderna Ditzinger sålde egendomen i sin tur 1890. Till en början hade båda husen strandtomt ner till Långsjön. Den kontakten bröts på 1980-talet när en allmän strandpromenad anlades. Gårdens ekonomibyggnader och stall revs under 1940- och 1950-talen för villabebyggelse. Länge existerade gårdens ursprungliga sädesmagasin med pyramidtak i närbelägna kvarteret Synfonien. Det revs också i början av 2000-talet. Gårdens gamla jordkällare existerar fortfarande.
Vid sekelskiftet ägdes fastigheten av Fritz Wahlström vilken sålde kvarvarande område till J.E Lignell. Vid den senares död övertogs marken av fastighetsbolaget Billiga Tomter som började stycka och sälja 1908. Några tomter hade dock börjat säljas redan 1906, före Billiga tomters tid.

## Bilder

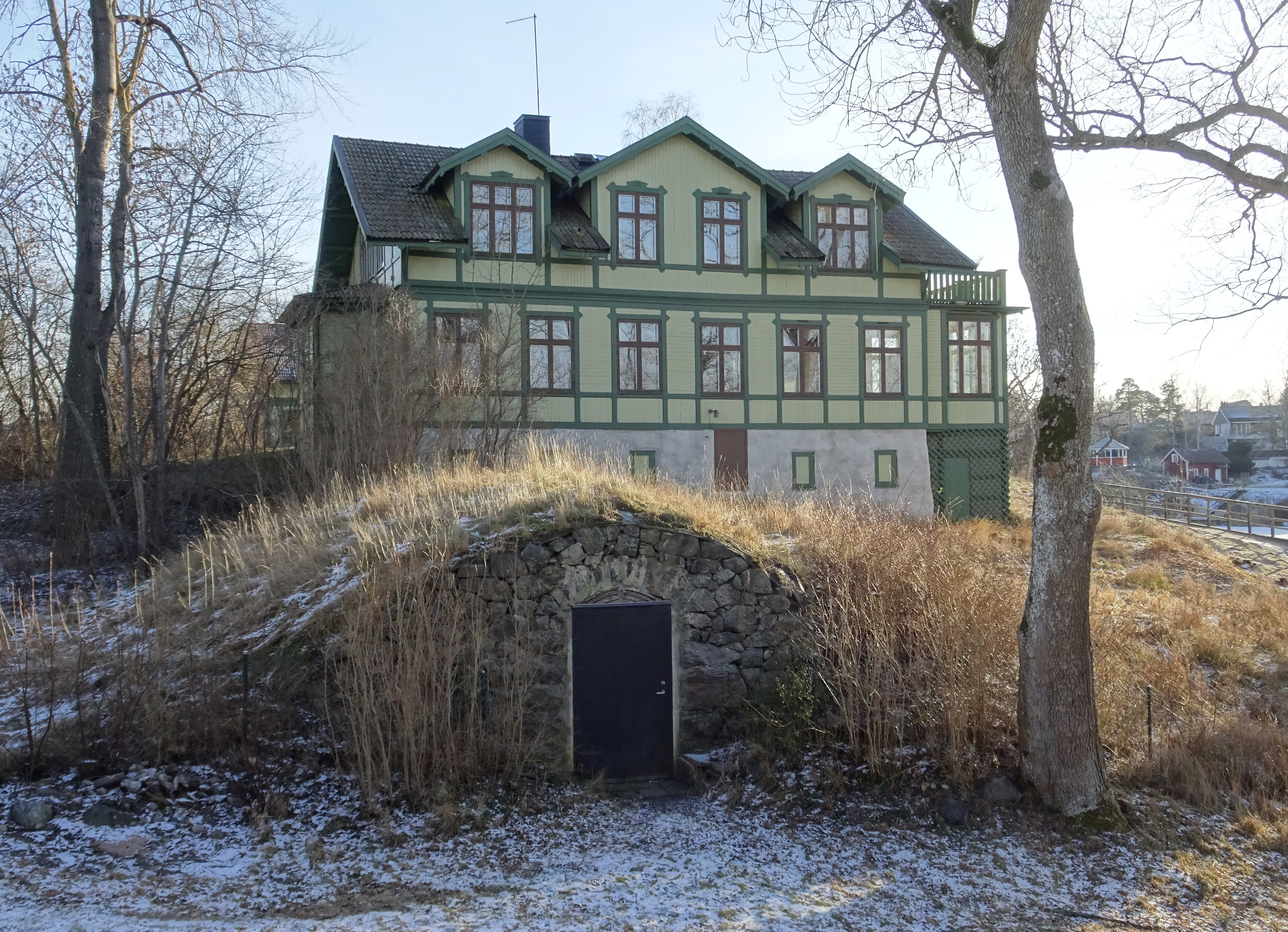
Västra byggnaden med jordkällaren framför.
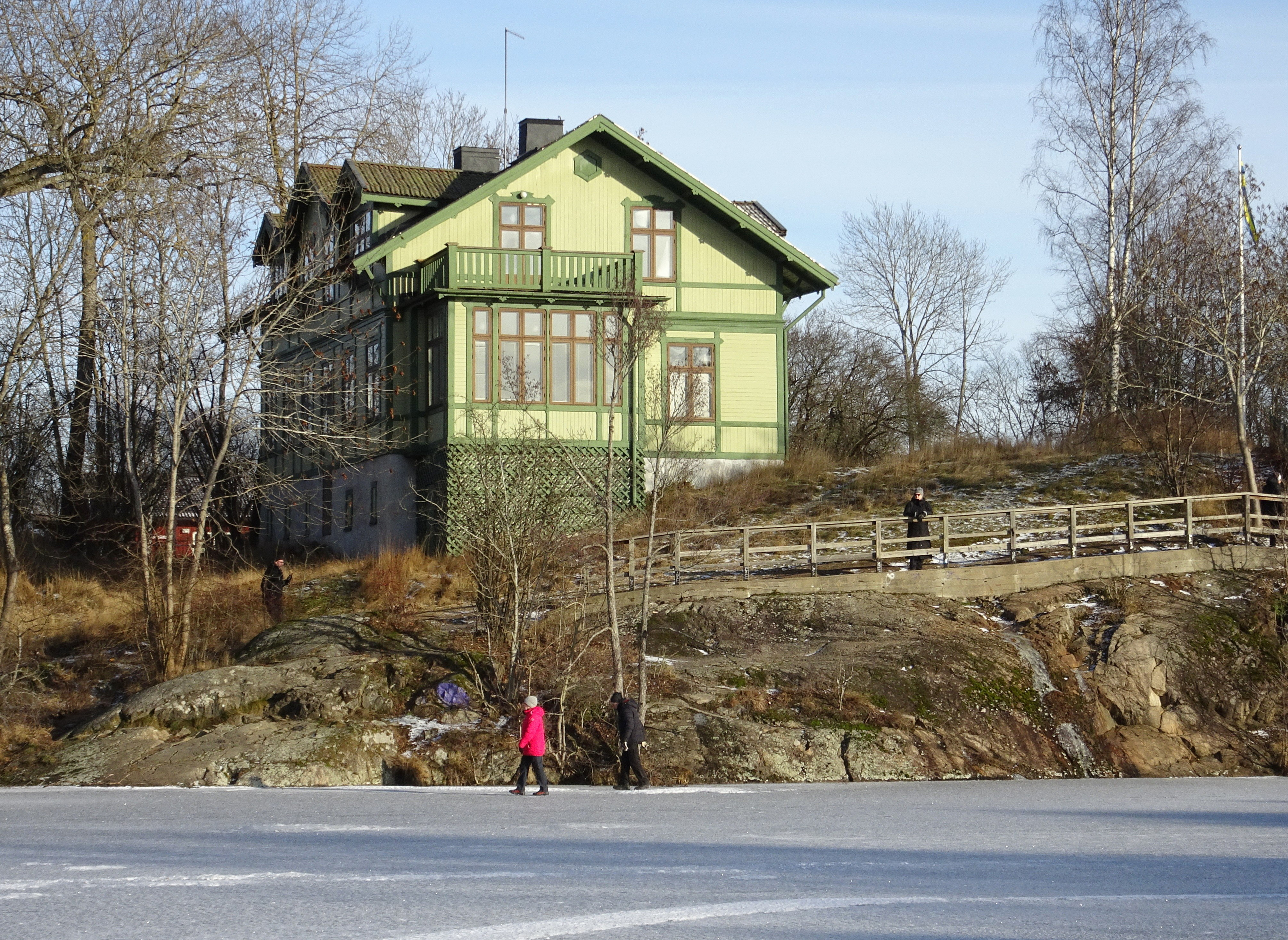
Västra byggnaden.
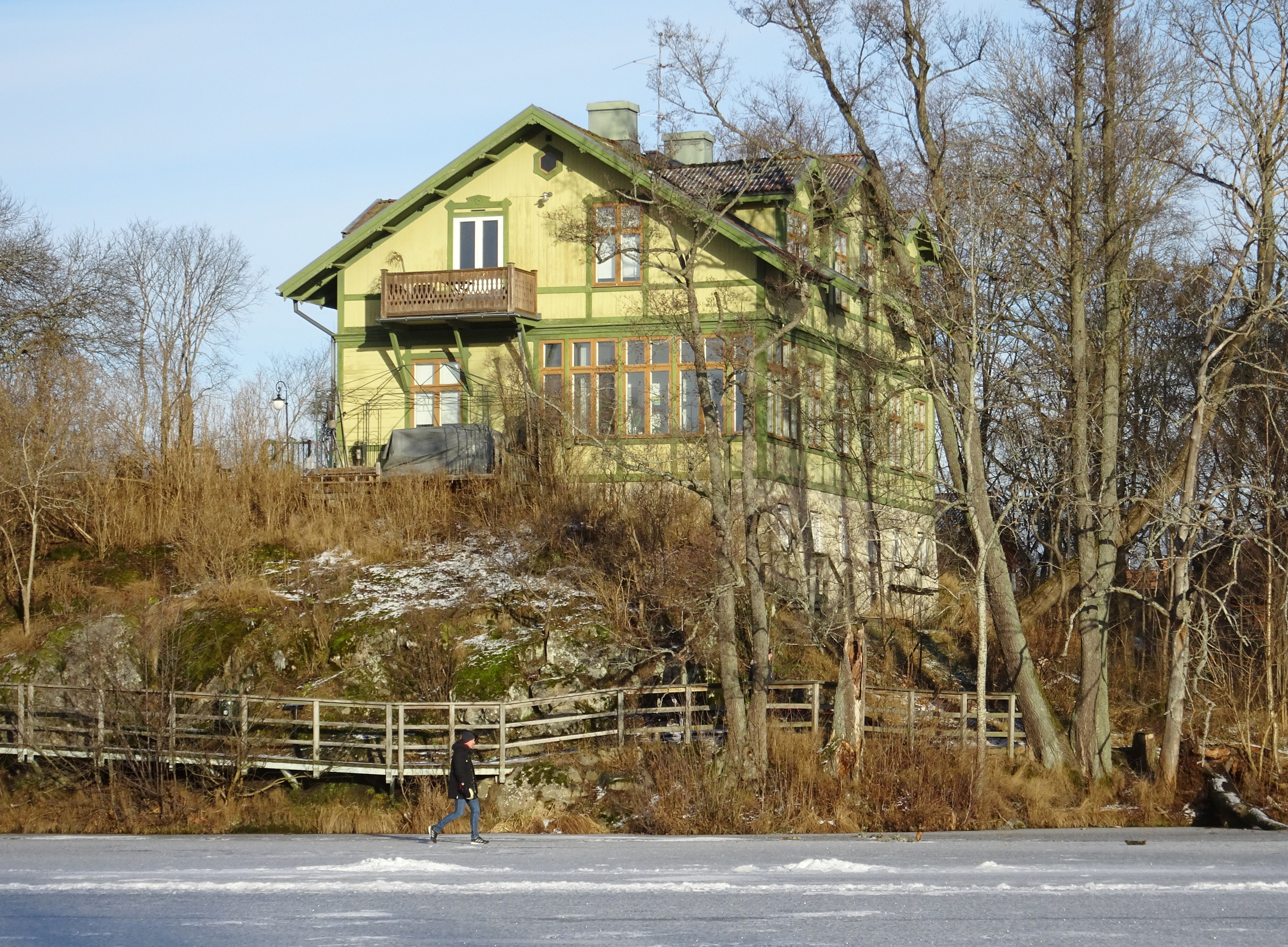
Östra byggnaden.
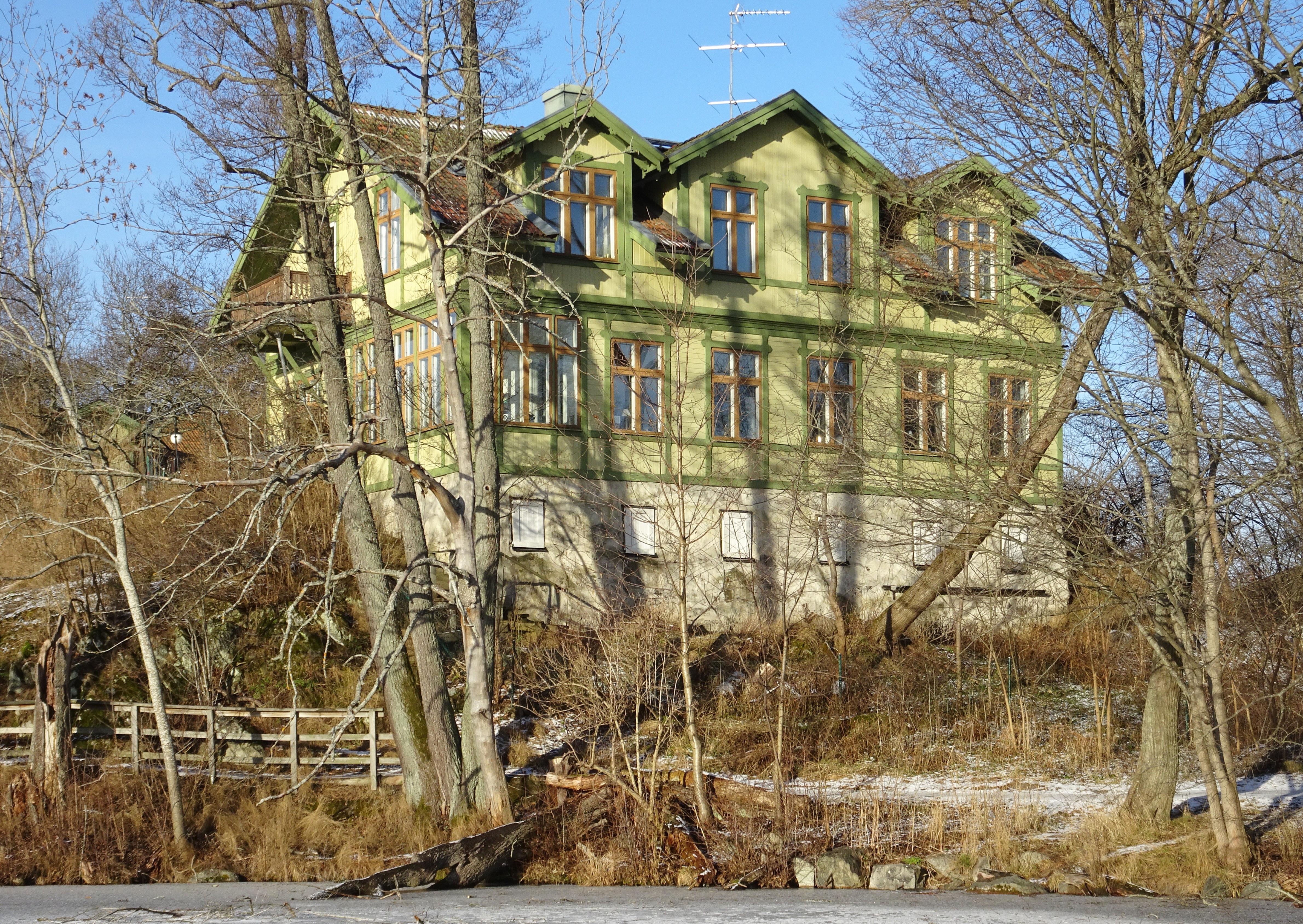
Östra byggnaden.